# 赤城山 (日本)
赤城山（日语：／ Akagi yama）位於日本關東地區北部的群馬縣境內，是一座休火山。赤城山是太平洋板塊與鄂霍茨克板塊撞擊后下沉形成的孤島型火山。赤城山與關東北部另外兩座山脈—榛名山、妙義山經常被合稱為上毛三山。其中赤城山是三山中最高的，因此被選為日本百名山和日本百景之一。
赤城山是黑檜山與地藏岳的合稱，其中，黑檜山是山脈最高峰，山頂標高1828公尺，其山麓建有赤城神社。赤城山山頂有陷落火山口（Caldera）和火山湖，山頂周圍被標高1200到1800米的群峰環繞，下面是標高800米左右的山麓高原。關東地區至少還有四、五座擁有類似地質結構的山脈。火山地形的赤城山礦藏豐富，據說赤城山黃金儲量高達400萬兩。

## 火山活動

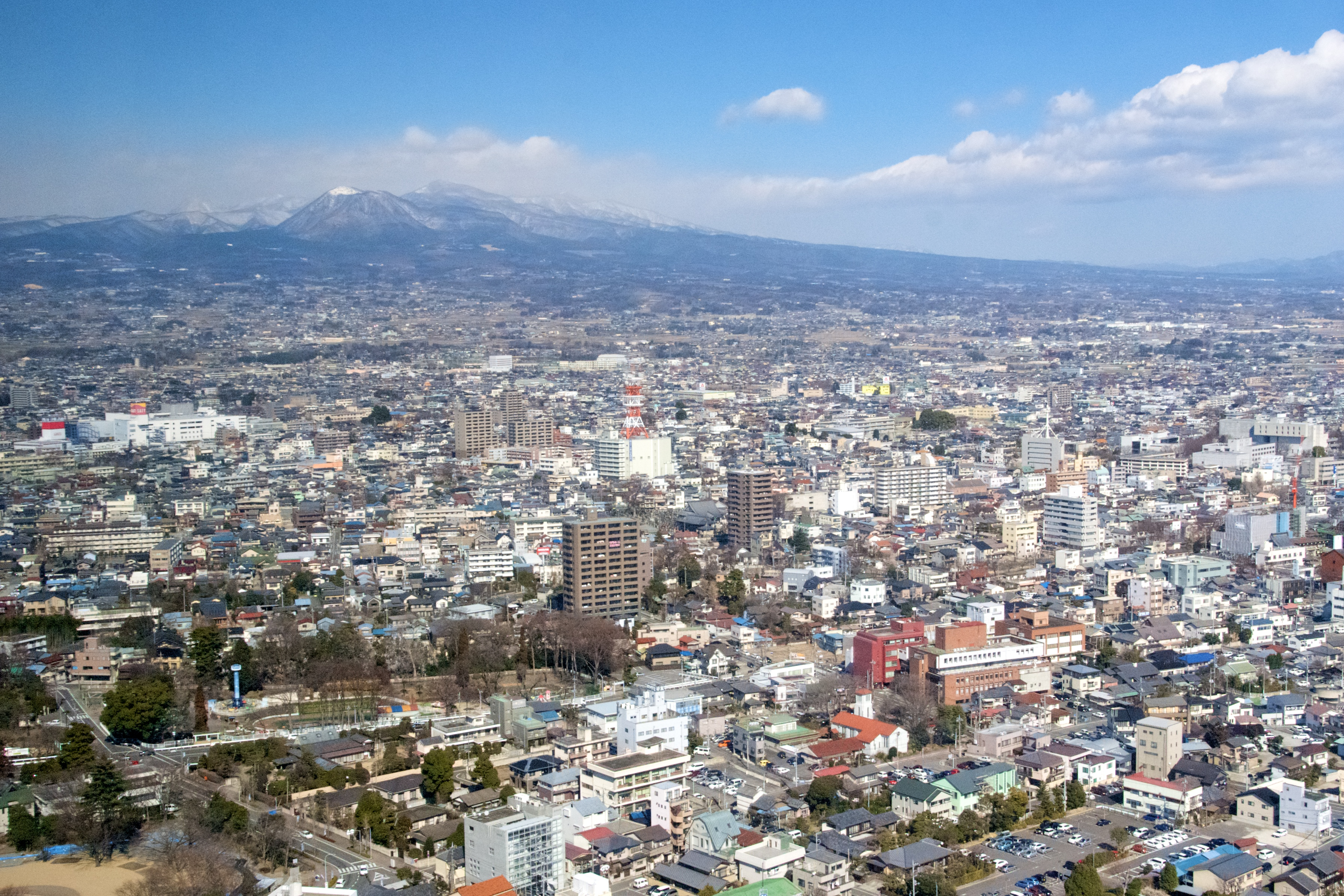
在前橋市眺望赤城山

赤城山約在50万年前就開始活動，那時候形成了標高2300米左右的由安山岩質熔岩和火山浮石的山体。20万年前由於二氧化硅的含量增加，熔岩逐漸變成英安岩，同時爆發逐漸增多造成山體坍塌並被熔岩流沖走形成現在開擴平坦的山麓。約5萬年前形成山頂的火山口，約3萬年前的爆發噴出鹿沼土，約2萬年前由於水和空氣腐蝕形成地蔵岳熔岩洞窟，此後沒有大規模噴火。

## 最新的噴火

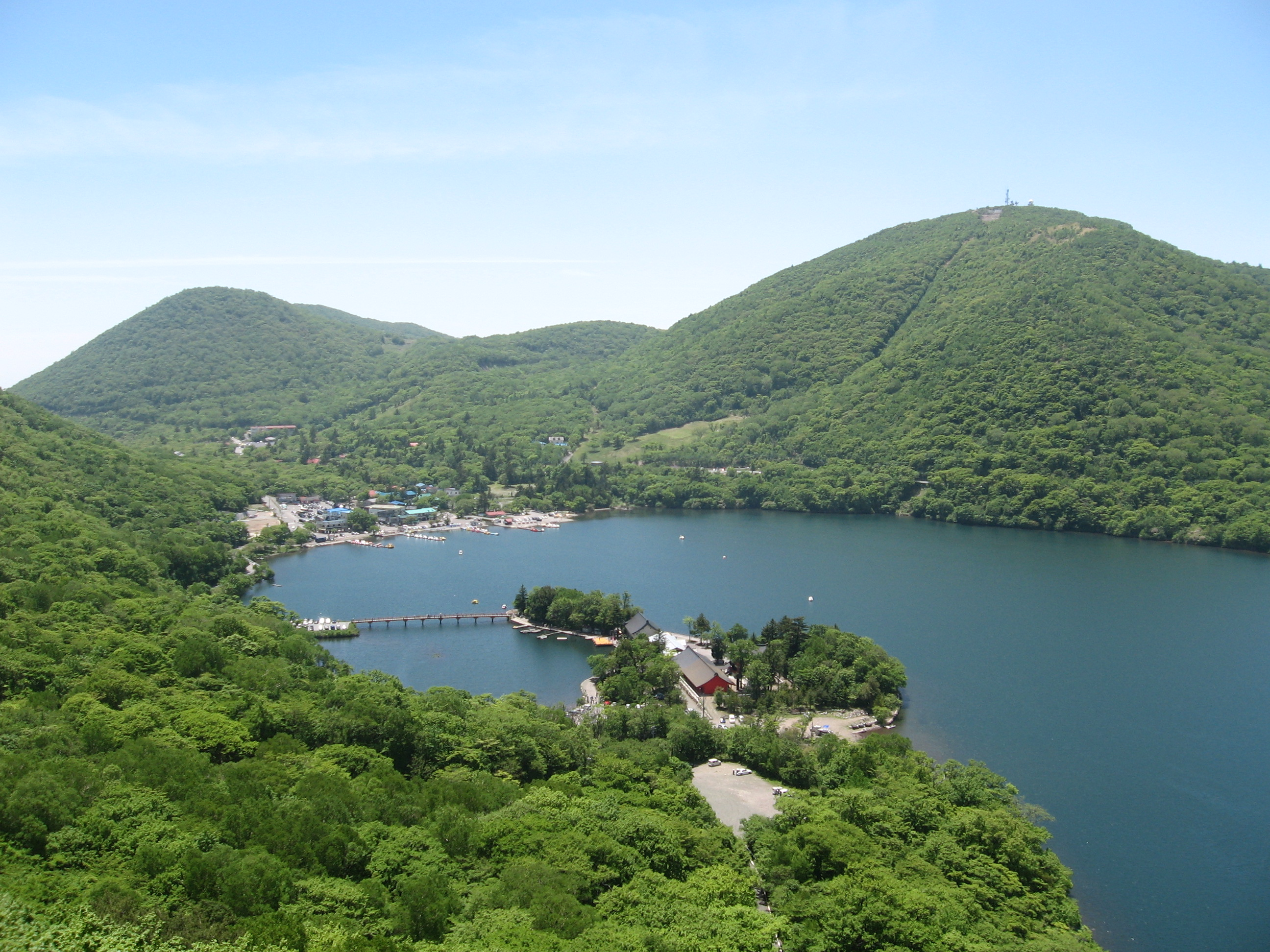
七郎山和地藏岳正下方是赤城神社

紀錄日本鐮倉時期的歷史書《吾妻鏡》中有「建長3年4月19日（1251年5月11日）赤木岳燒」的紀錄，據此日本氣象廰把赤城山列爲活火山。然而目前尚未發現當時噴火后的堆積物，火山口（小沼血池火口）的檢出物形成於公元6世紀，而火山口本身是約2萬4千年前所形成。因此這條歷史紀錄可能是山火而不是噴發，當時也的確有南麓的寺院發生火災的傳聞。由於在1萬年以内發生過噴火的火山被視爲活火山，因此赤城山是否為活火山，專家們仍然圍繞這條記錄在討論著。

## 山的構成

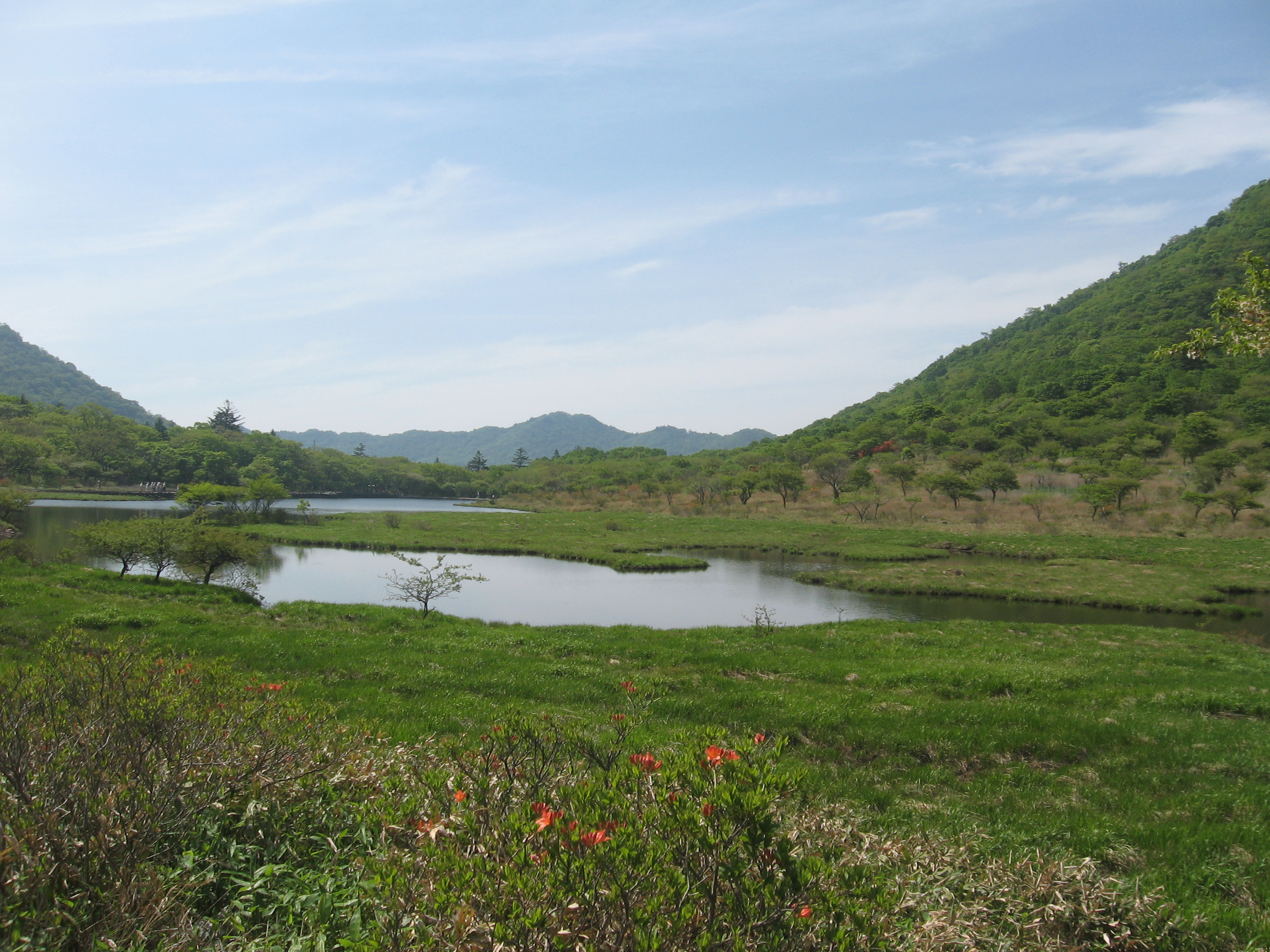
覺滿淵

赤城山由下述山峰組成：最高峰黒檜山（1,828米）、駒岳（1,685米）、地藏岳（1,674米）、長七郎山（1,579米）、鍋割山（1,332米）等，中央部火山口内有大沼、覺滿淵、小沼等三個火山湖，地藏岳山頂建有通信用的赤城中繼局。

## 赤城落山風
冬季關東平原的西北風在群馬縣埼玉縣被稱爲「赤城落山風」。由於關東平原北部是山，只有東南方面對太平洋方向有開口，因此東南方的海風氣流隨著東京灣北上遇到北部山脈上升後下降，形成落山風。同時夏季也有這樣的現象，濕熱空氣被積蓄在山腳的平原形成局部高溫。群馬縣伊勢崎市和館林市、埼玉縣熊谷市等地也因此成爲日本有名的高溫紀錄保持地區。

## 呼称
赤城山自古在當地的稱呼中是發音爲（Akagiyama），可是國土地理院卻根據規範在地圖上使用（Akagisan）的發音方式。在群馬縣縣民多次陳情之下，官方同意將用名改成與當地習慣相同的（Akagiyama），但赤城山周邊城鎮有些地方的大字（一種比市村町更小的行政區劃單位）如果仍包含「赤城山」這名字在其行政區劃名稱中時，目前仍然是保留（Akagisan）的發音方式。

## 赤城山的傳説
日光男体山西北的戰場原據説是男體山的山神和赤城山山神變成大蛇和大蜈蚣之後大戰的地方，最後男體山山神取得勝利；而赤城山北有一座老神溫泉，傳説是赤城山神戰敗後躲避、療傷的地方。
沿江戶川往下游有千葉縣有流山市也有個赤城神社以及被祭祀的小山，傳説是大洪水的時候赤城山山體的一部分被沖到此處，這是「流山」地名的由來。
提到赤城山不得不說起上州國定忠治，他是江户時代後期出生於赤城山下國定村的遊俠，明治、大正、昭和初期在講談、新國劇中作爲題材而廣爲流傳。國定忠治有一段「赤城の山も今宵限り…かわいい子分のてめえ達とも、別れ別れになる門出だぁ」（只有今晚才能眺望到赤城山，明天我就要告别你们这些可爱的娃娃们出远门）的台詞，也因此赤城山在日本全國家喻戶曉。

## 登山
從赤城山訪問中心可以攀登黒檜山和駒岳，赤城山訪問中心到黒檜山頂單程需要一個半小時。

## 交通
南面
- 巴士
  - 前橋站
    - 赤城山訪問中心（6 - 10月以外必須在富士見溫泉轉車）
    - 赤城溫泉(南面)
    - 赤城青年之家(南面)

東武巴士以前有「赤城山大洞」「赤城青年之家」「畜産試驗場」的線路，東武鐵道從群馬縣撤退後，將此線路讓渡給關越交通。

## 鐵路
配合赤城山的觀光，JR東日本與東武鐵道分別設有特急列車「赤城」（あかぎ）與急行列車「兩毛」（りょうもう）。1967年之前還有從利平茶屋到赤城山頂的赤城登山鐵道。

## 連接道路
- 群馬縣道4號前橋赤城線
- 群馬縣道251號沼田赤城線
- 群馬縣道16號大胡赤城線

## 以赤城山命名的事物
第二次世界大戰結束之前，大日本帝國海軍向來習以日本國內的各山脈作為戰艦或巡洋戰艦的命名，但有點不同的是赤城號實際上卻是一艘航空母艦，這是因為赤城號雖然原本是要作為巡洋戰艦而起造，但卻因為华盛顿海军条约的限制，而中途改成航空母艦用途，卻仍保留原本的「赤城」這山名所致。
- 舊大日本帝国海軍航空母艦「赤城」。
- 上毛電氣鐵道上毛線與東武鐵道桐生線的交會車站、赤城，位於群馬縣綠市境內。
- 赤城乳業。
- 藤岡市出身相撲選手赤城山晃（時津風部屋）。
- 沼田市出身相撲選手栃赤城雅男（春日野部屋）。

## 與赤城山相關的作品
- 日本演歌《名月赤城山》
- 頭文字D
- F的主人公赤木軍馬和其家族赤木財團。
- 梶原一騎原作漫畫、夕やけ番長的主角赤城忠治。
- 《精靈寶可夢》的月見山的原型是赤城山。

## 图片集

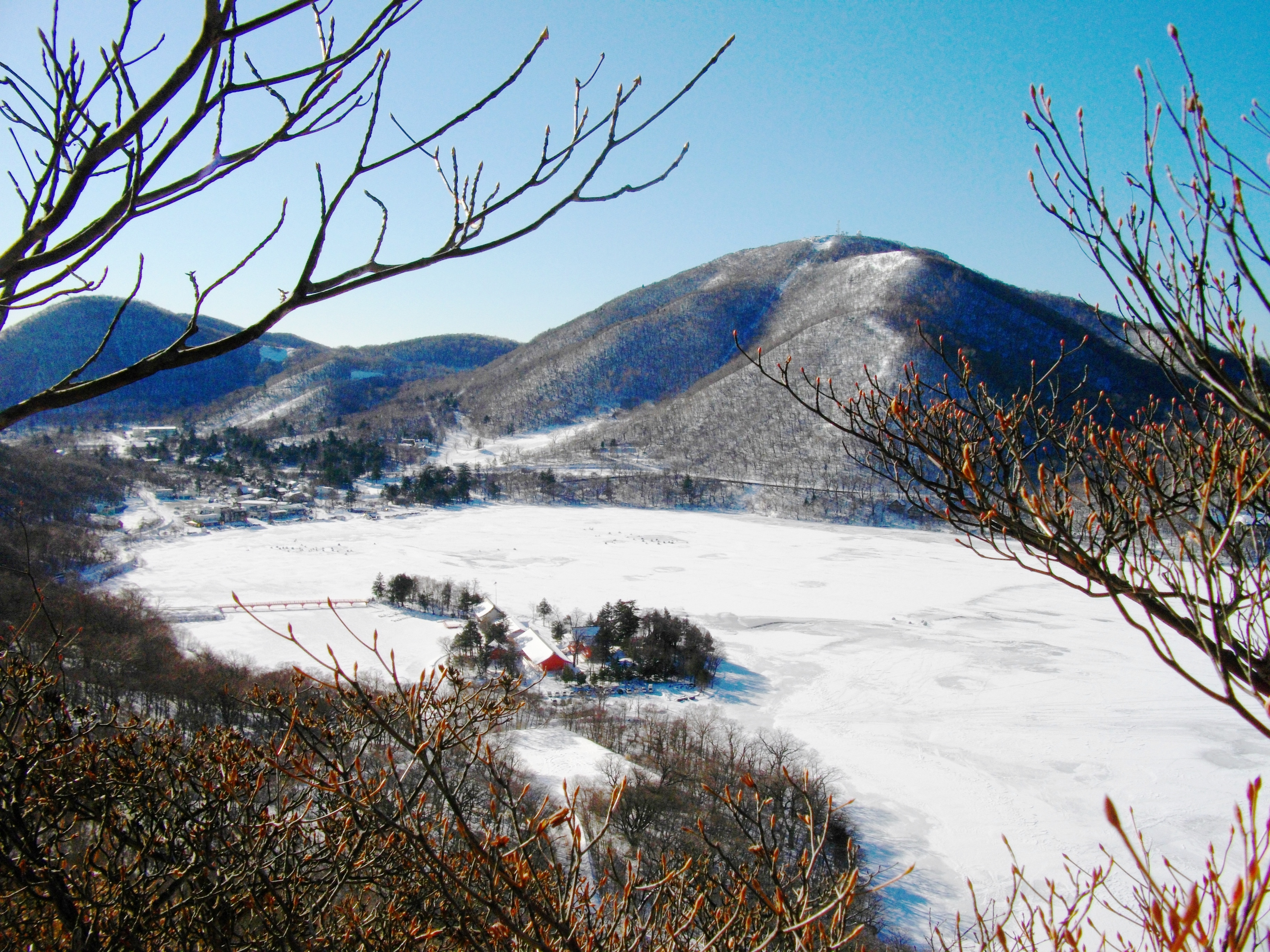
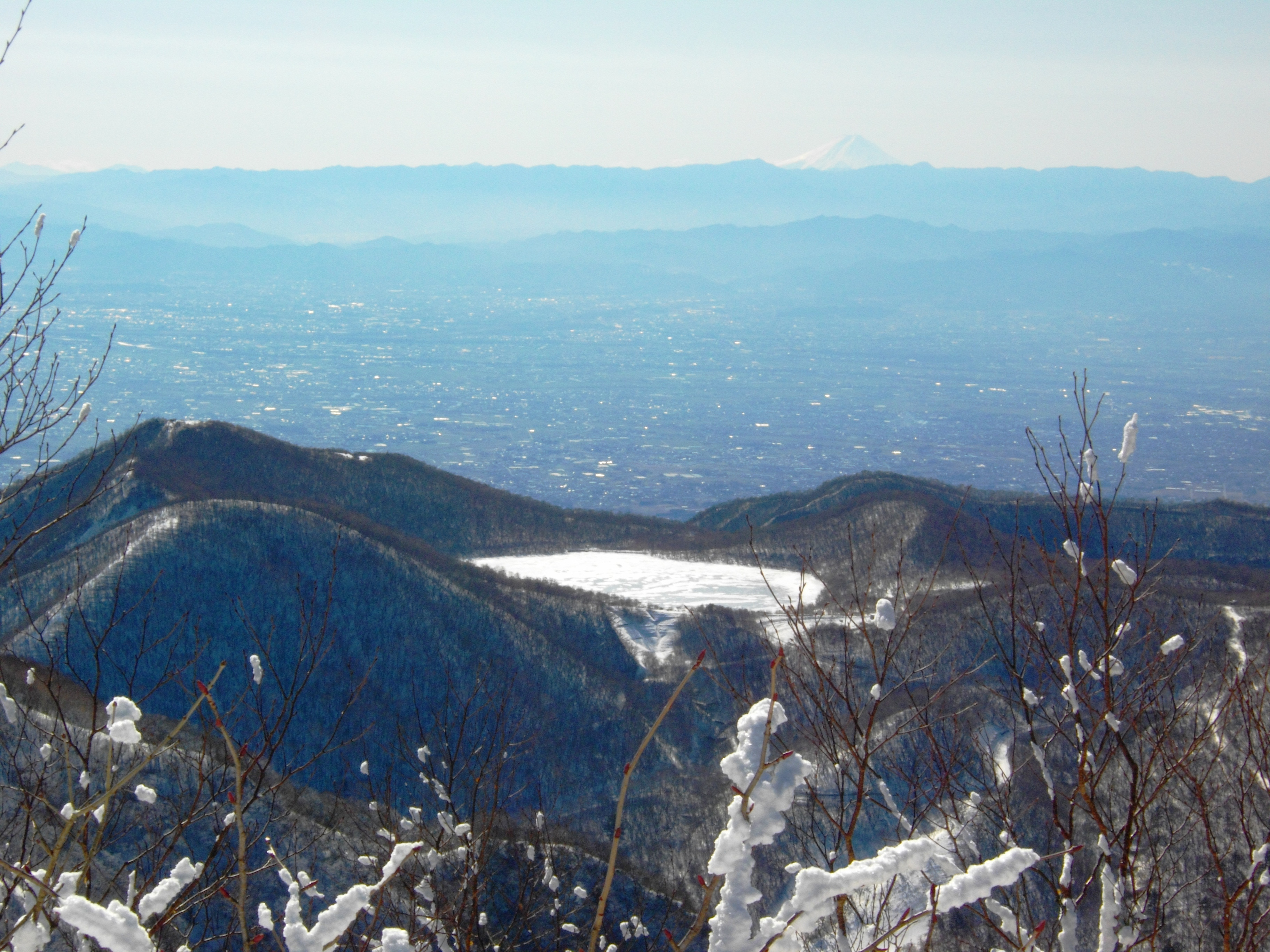
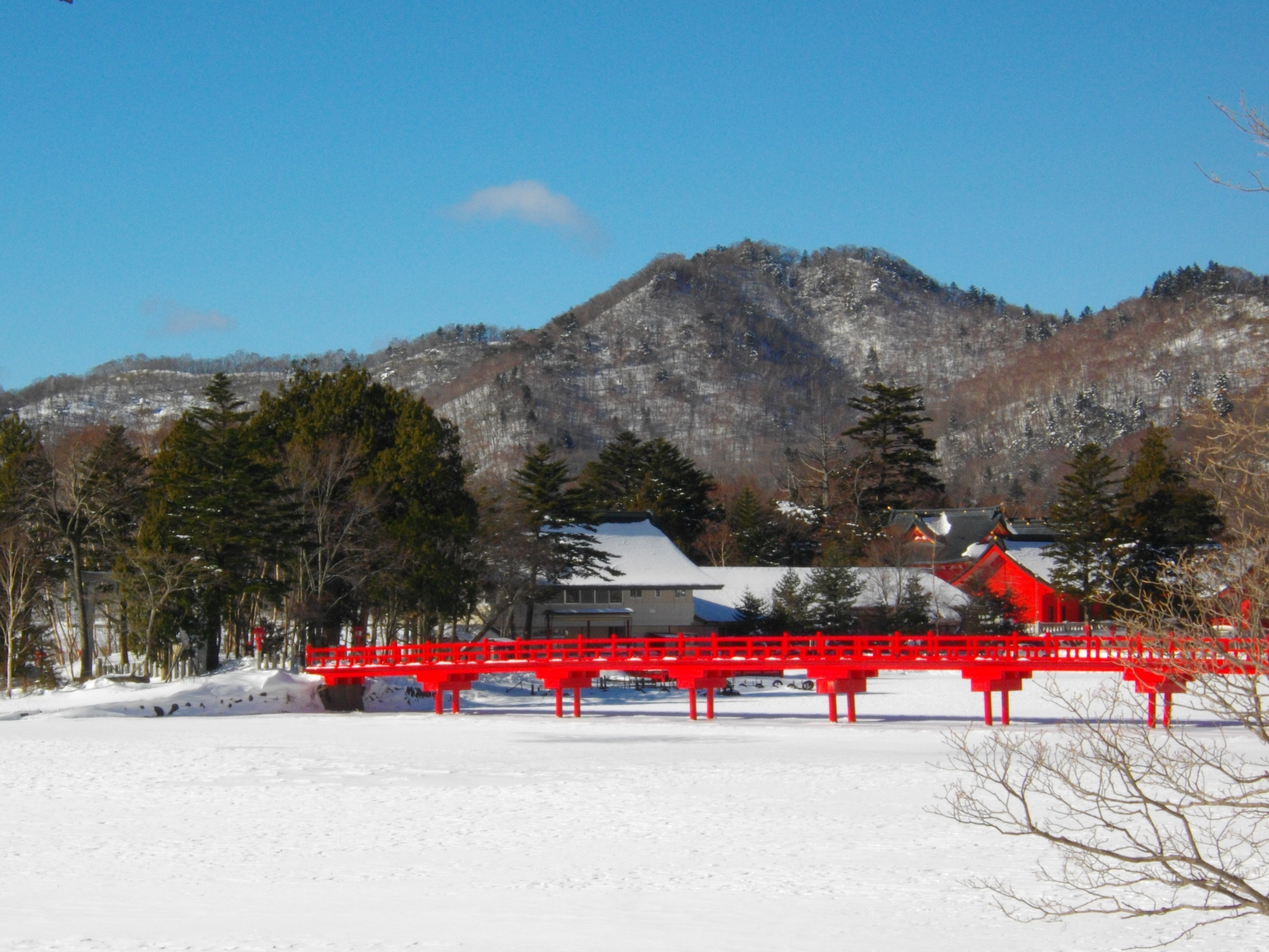
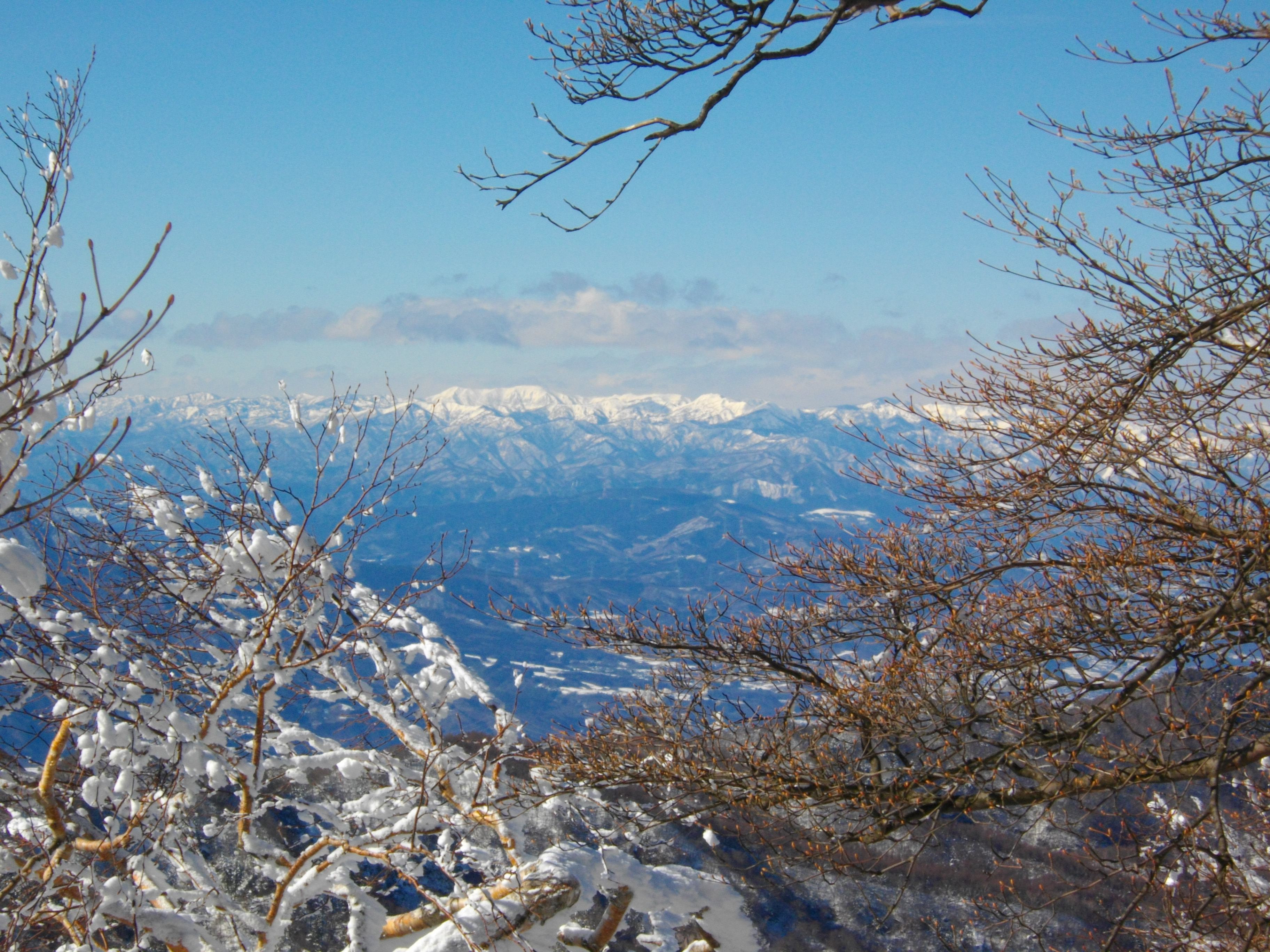
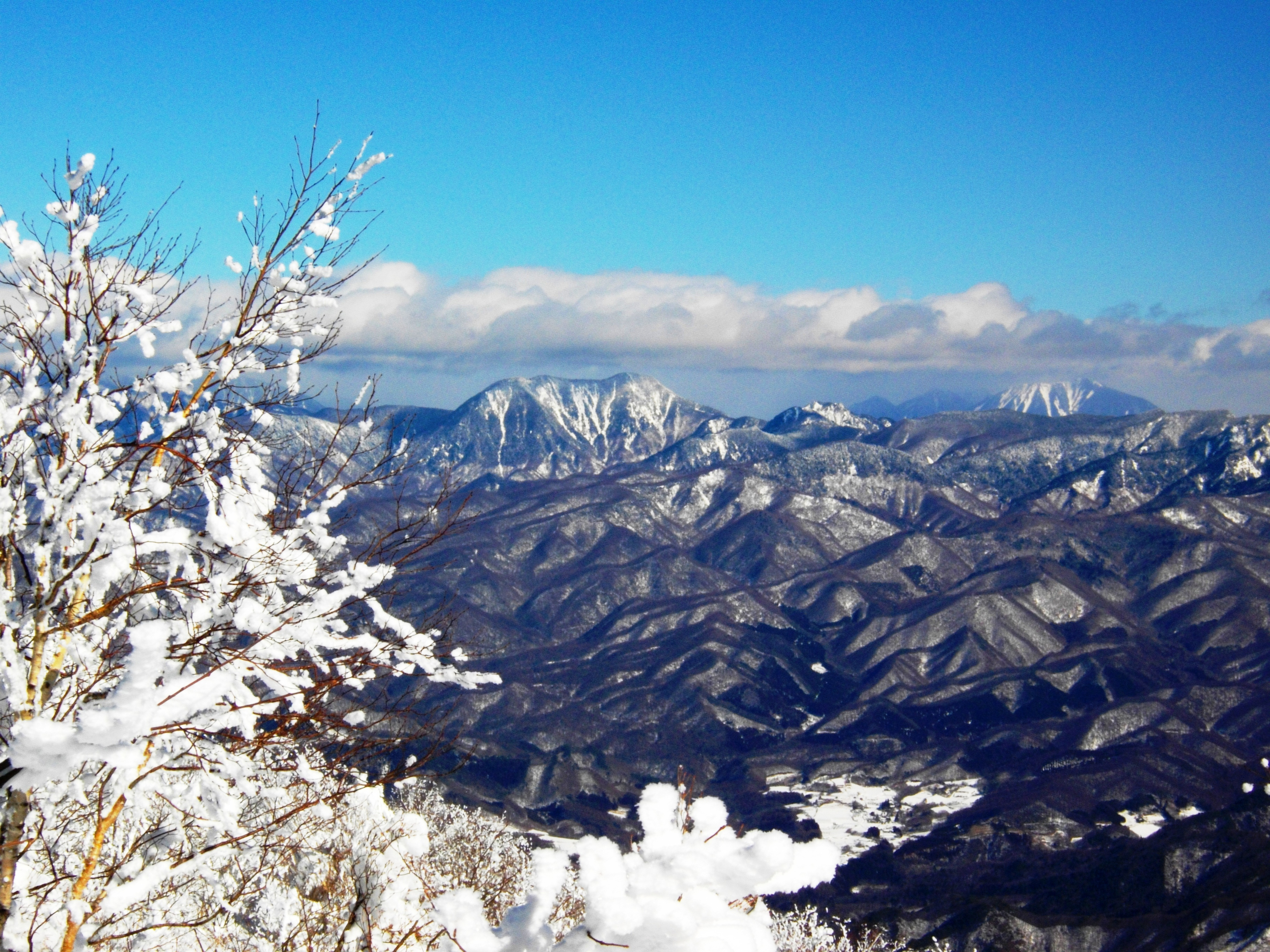